# Elliott 6m

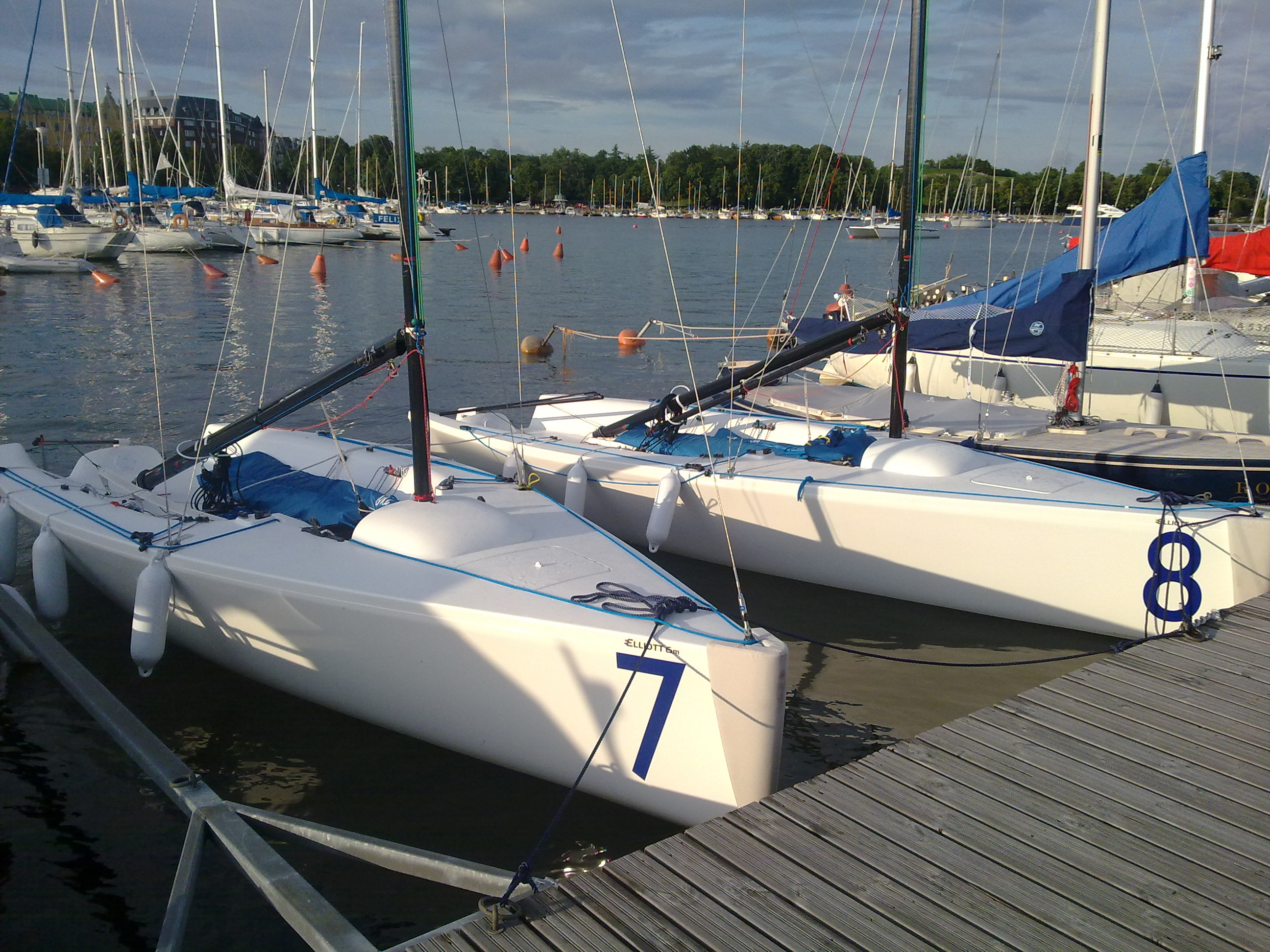
Elliott 6m

Seitenriss des Schiffes

Die Elliott 6m wurde im November 2008 in Spanien von der International Sailing Federation als neue Klasse für die Segelwettbewerbe der Olympischen Spiele 2012 in London festgelegt. Die Segelwettbewerbe fanden in Weymouth (Dorset) statt, in welchen die Bootsklasse für das Frauen-Match-Race eingesetzt wurde. Bei der Sitzung der ISAF am 7. Mai 2011 wurde die Elliott 6m für 2016 vorerst wieder aus dem olympischen Programm genommen.
Das Kielboot wurde von dem Neuseeländer Greg Elliott im Jahr 2000 konstruiert und nach zahlreichen hochrangigen Matchraceveranstaltungen 2008 noch weiter modifiziert. Dabei wurden Rigg und Segelfläche gegenüber der Originalversion derart angepasst, dass es mit drei Crewmitgliedern (mit insgesamt 205 kg Gesamtgewicht) bei höheren Windstärken einsetzbar ist. Seither besteht auch die Möglichkeit, den bislang festen Kiel gegen einen Hubkiel oder einen herausnehmbaren Kiel zu ersetzen.
Die ersten modifizierten Boote wurden in Zusammenarbeit mit Elliott Marine von dem australischen Bootsausrüster McConaghy Boats in Zhuhai, China hergestellt. Dieser Bootstyp wurde erstmals im Bereich der ISAF bei der Kieler Woche 2009 eingesetzt, wobei Katie Spithill, Nina Curtis und Nicole Douglass (Australien) als die ersten Sieger hervorgingen. Bei den Segel-Weltmeisterschaften 2011, die bereits zum dritten Mal veranstaltet wurden, galt das Damen-Match-Race mit Elliott 6m als die Schlüsselqualifikation zur Teilnahme bei den Olympischen Spielen in London 2012.